# Synagoga ve Fryštátě
Synagoga ve Fryštátě byla postavena ve Fryštátě v roce 1872.

## Historie
První modlitebna vznikla v roce 1862 v nájemním domě katolického měšťana na fryštátském předměstí Špluchov (dnešní Fryštátská ulice). Bohoslužby zde vykonával těšínský okresní rabín.
V roce 1871 židovská obec ve Fryštátě žádala povolení o stavbu synagogy u c. k. zemské vlády v Opavě. Žádosti bylo vyhověno a 18. září 1872 byla synagoga vysvěcena. V roce 1893 byl založen židovský hřbitov se vstupní budovou a ohrazen vysokou zdí.
Protože Těšínské Slezsko v roce 1938 zabralo Polsko, nebyly na tomto území v rámci Křišťálové noci vypáleny synagogy. K zničení synagogy ve Fryštátě došlo v průběhu září 1939 po napadení Polska Německem. Také byl pobořen židovský hřbitov. Zánik židovského hřbitova nastal, přestože byl chráněn jako kulturní památka, na počátku šedesátých let 20. století.

## Popis
Stavbu templu na pozemku, který daroval hrabě Larisch-Mönnich, provedl stavitel Johann Titor z Fryštátu. Zděná stavba byla postavena na půdorysu obdélníku s polygonálním závěrem. V průčelí nad vchodem byl hebrejský nápis Brána k Věčnému a desatero vyryto v mramoru. Průčelí ukončovaly čtyři věžičky. Dvě nad vstupem a dvě v rozích. V chrámové lodi byly po stranách lavice pro muže, místo pro ženy bylo na galerii nad vstupem.
V části dochované stavební dokumentace z roku 1871 je návrh průčelí, půdorysu a pohled do chrámového závěru.